# Minh Thành (xã)
Minh Thành là một xã thuộc huyện Yên Thành, tỉnh Nghệ An, Việt Nam.
Xã Minh Thành có diện tích 24,94 km², dân số năm 1999 là 5.254 người, mật độ dân số đạt 211 người/km².